# Vladimir Kondrasjin
Vladimir Petrovitsj Kondrasjin (Russisch: Владимир Петрович Кондрашин) (Leningrad, 14 januari 1929 - aldaar, 23 december 1999) was een Russisch basketbalspeler en coach. Kreeg verschillende onderscheidingen waaronder Meester in de sport van de Sovjet-Unie in 1952, Geëerde Coach van de Sovjet-Unie in 1971, Orde van de Rode Vlag van de Arbeid (Sovjet-Unie) in 1972, Orde van de Volkerenvriendschap in 1985, Ereteken van de Sovjet-Unie in 1985 en werd Ereburger van Sint-Petersburg in 1999.

## Carrière

### Speler
Kondrasjin begon zijn carrière bij de legerclub DO Leningrad in 1952. Na één seizoen verhuisde hij naar Spartak Leningrad. Hij bleef daar tot 1964 en stopte toen met professioneel basketbal en werd coach.

### Coach
Kondrasjin was coach van Spartak Leningrad van 1967 tot 1988 en van 1989 tot 1995. Met Spartak won hij de Saporta Cup in 1973 en 1975 en haalde de finale in 1971. In 1971 verloren hij met Spartak van Simmenthal Milano uit Italië. De eerste wedstrijd wonnen ze nog met 66-56, maar de return verloren ze met 71-52. In 1973 was er wel succes. Ze wonnen van Jugoplastika Split uit Joegoslavië met 77-62 in het Alexandreio Melathron in Thessaloniki, Griekenland. In 1975 wonnen ze weer de European Cup Winners' Cup door Rode Ster Belgrado uit Joegoslavië met 63-62 te verslaan in het Palais des Sports de Beaulieu in Nantes, Frankrijk. Ook werd Kondrasjin landskampioen van de Sovjet-Unie in 1975 en landskampioen van het GOS in 1992. Ook won Kondrasjin de USSR Cup in 1978 en 1987.
Kondrasjin was hoofdcoach van het basketbalteam van de Sovjet-Unie van 1970 tot 1976. Hij leidde het team naar hun eerste gouden medaille op de Olympische Spelen in 1972 door in de laatste seconde de Verenigde Staten met 51-50 te verslaan. Kondrasjin won met de Sovjet-Unie ook goud op de Wereldkampioenschappen in 1974. In 1976 won hij brons op de Olympische Spelen. In 1971 won hij goud op de Europese kampioenschappen en zilver in 1975 en brons in 1973.

## FIBA Hall of Fame
Kondrasjin werd opgenomen in de FIBA Hall of Fame in 2007.